# Arnfinn Bergmann
Arnfinn Bergmann (ur. 14 października 1928 w Strinda, obecnie części Trondheim, zm. 13 lutego 2011 w Trondheim) – norweski skoczek narciarski i piłkarz, złoty medalista olimpijski oraz brązowy medalista mistrzostw świata.

## Kariera
Swój pierwszy międzynarodowy sukces osiągnął w 1950 podczas mistrzostw świata w Lake Placid, gdzie zdobył brązowy medal. Złoto wywalczył Hans Bjørnstad, a drugi w konkursie był Thure Lindgren, który wyprzedził Bergmanna o zaledwie 0,9 punktu. W tym samym roku zwyciężył w konkursie skoków w Revelstoke.
W 1952 wziął udział w igrzyskach olimpijskich w Oslo, zdobywając złoty medal. Po pierwszej kolejce zajmował drugie miejsce, przegrywając z Torbjørnem Falkangerem. W drugiej serii Bergmann skoczył 68,0 metrów i wyraźnie wyprzedził Falkangera zapewniając sobie zwycięstwo. Trzecie miejsce zajął Karl Holmström. W tym samym roku zwyciężył w konkursie skoków na Holmenkollen.
Zajął także piąte miejsce w drugiej edycji Turnieju Czterech Skoczni, zajmując 21. miejsce w Oberstdorfie, czwarte w Garmisch-Partenkirchen, trzecie w Innsbrucku oraz drugie w Bischofshofen. W latach 1952, 1953 i 1958 był mistrzem kraju, a w latach 1949, 1955, 1957 i 1959 zajmował trzecie miejsce.
W 1955 został zwycięzcą Turnieju Szwajcarskiego.
W 1956 otrzymał medal Holmenkollen wraz z dwojgiem innych reprezentantów Norwegii: narciarką alpejską Borghild Niskin oraz skoczkiem Arne Hoelem.

## Igrzyska olimpijskie
| Miejsce | Dzień     | Rok  | Miejscowość | Konkurs                     | Wynik     | Strata | Zwycięzca |
| ------- | --------- | ---- | ----------- | --------------------------- | --------- | ------ | --------- |
| 1.      | 24 lutego | 1952 | Oslo        | skocznia duża indywidualnie | 226,0 pkt | –      | –         |

## Mistrzostwa świata
| Miejsce | Dzień    | Rok  | Miejscowość | Konkurs                     | Wynik     | Strata  | Zwycięzca      |
| ------- | -------- | ---- | ----------- | --------------------------- | --------- | ------- | -------------- |
| 3.      | 5 lutego | 1950 | Lake Placid | skocznia duża indywidualnie | 213,5 pkt | 6,9 pkt | Hans Bjørnstad |